# Sázavský klášter
Sázavský klášter je rozsáhlý areál bývalého benediktinského kláštera. Leží v městečku Sázava nad stejnojmennou řekou. V 11. století jej založil svatý Prokop a stal se centrem slovanské liturgie. Od konce 11. století zde sídlili mniši latinského ritu, klášter byl nově postaven goticky a později upraven barokně. Na konci 18. století byl zrušen a přestavěn na zámek.
Část areálu spravuje Národní památkový ústav, klášterní kostel svatého Prokopa a faru má od roku 1788 v majetku a správě místní římskokatolická farnost. Klášter je chráněn jako kulturní památka a v roce 1962 byl zařazen mezi národní kulturní památky.

## Historie kláštera

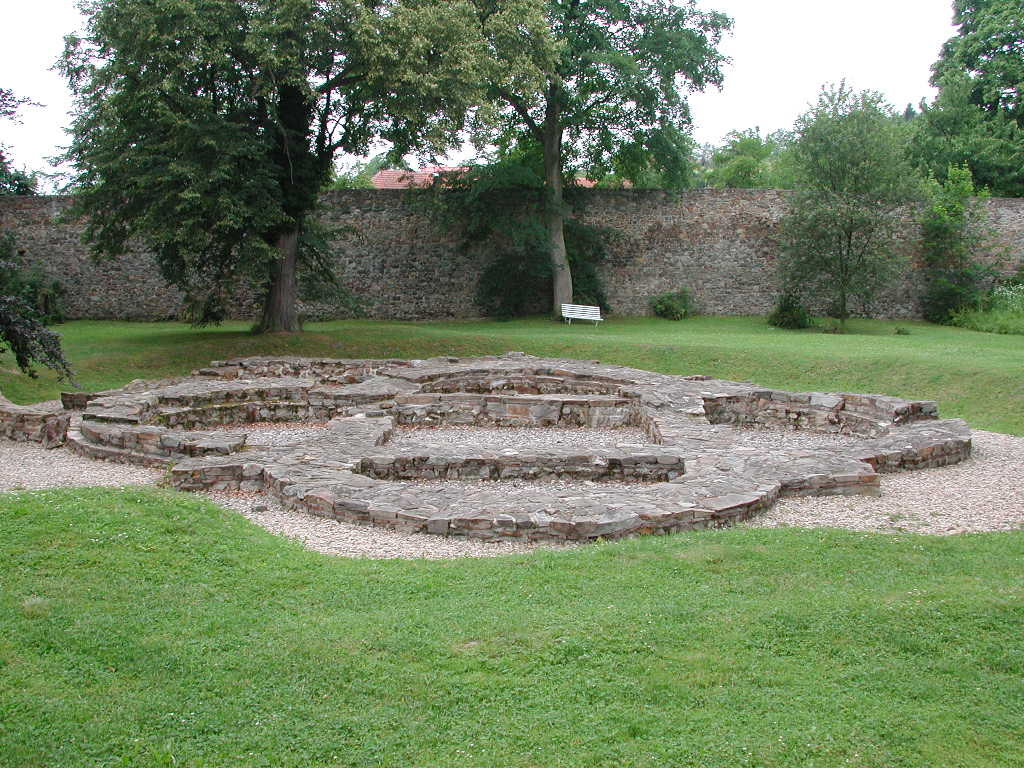
Pozůstatky kostela vysvěceného 1070

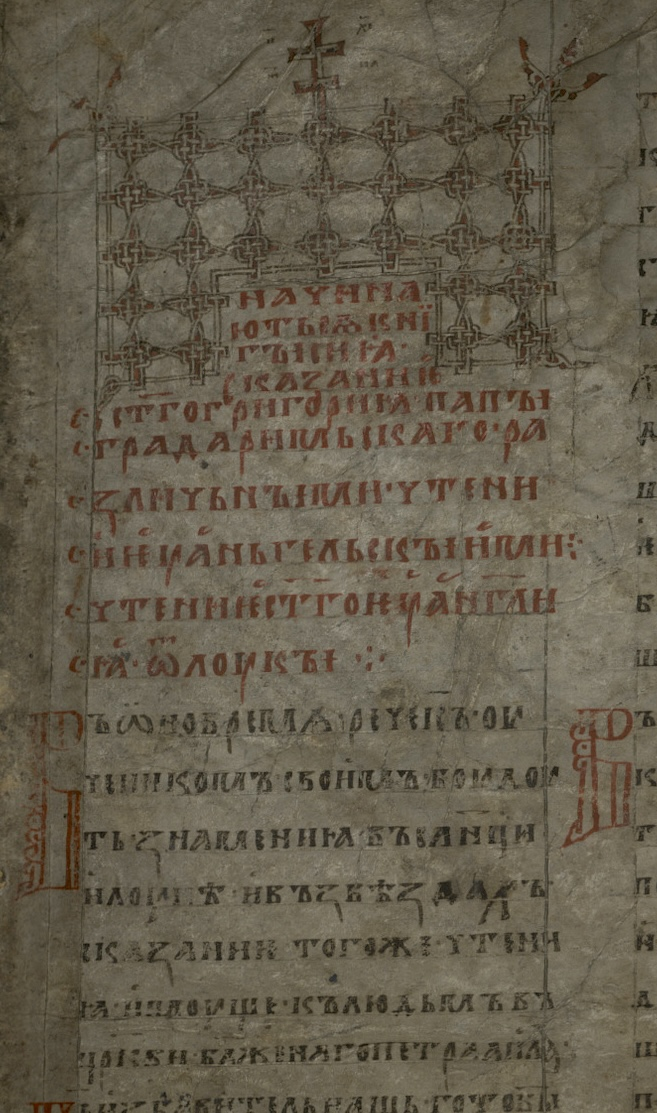
Besědy na evangelije, které vznikly roku 1044 v Sázavském klášteře

Nejstarší zmínky o klášteru sahají do roku 1032. U jeho zrodu stáli kníže Oldřich, pražský biskup Šebíř a (tehdy ještě poustevník) Prokop, kolem něhož se zde tvořila skupina následovníků již asi od roku 1009. Kníže Oldřich v roce 1032 tuto komunitu povýšil na benediktinský klášter. Sázavský klášter je považován za středisko slovanské vzdělanosti. Jeho zakladatel, Prokop, se snažil rozvíjet a uchovat cyrilometodějskou tradici. Hovoří o něm latinská Legenda o svatém Prokopu, v níž se objevuje téma zápasu české a německé kultury. Významnou roli hrály styky Sázavského kláštera s Kyjevskou Rusí. Podle legendy, která hovoří o založení kláštera na Sázavě, Prokop nabídl knížeti Oldřichovi vodu, která se proměnila ve víno. Za tento čin pomohl kníže Prokopovi založit klášter.
V 11. století byl klášter středem staroslověnské liturgie, ale již v roce 1096 byli mniši ze Sázavského kláštera definitivně vyhnáni a jejich knihy a veškeré spisy zničeny. Klášter byl poté natrvalo předán benediktinům z Břevnova a pěstovala se zde nadále pouze latinská liturgie. Stavební rozmach je spojen se jménem opata Sylvestra († 1161), který byl krátce též pražským biskupem. Sázavský opat Sylvestr vynikl jako hospodář a položil základy klášterního komplexu v románském slohu.

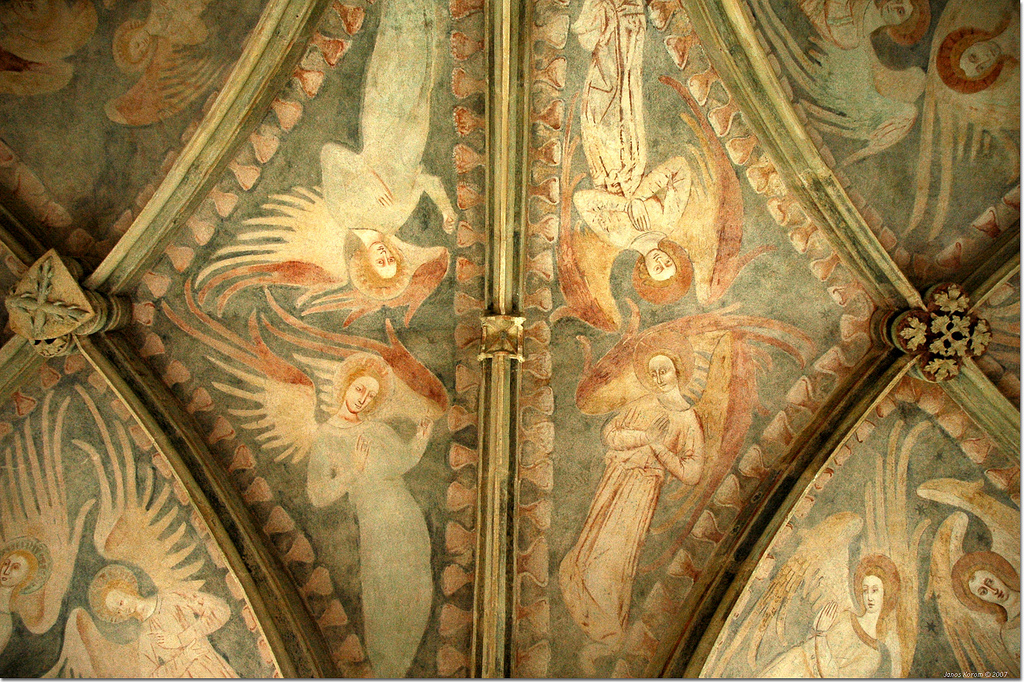
Nástěnná malba andělů na klenbě kapitulní síně z doby okolo roku 1370

Krátce po své korunovaci v roce 1203 se Přemysl Otakar I. snažil přesvědčit papeže Inocence III. o povýšení pražského biskupství na arcibiskupství a prohlášení Prokopa za svatého. Zatímco povýšení biskupství nebylo vyslyšeno, kanonizace svatého Prokopa proběhla v roce 1204. Počátkem 14. století za opata Matyáše byl rozestavěn nový kostel i klášter v gotickém slohu, stavba však byla přerušena husitskými válkami, kdy byli mniši dočasně vyhnáni (1420–1437) a část klášterního majetku přešla do rukou šlechty. Ke konsolidaci majetku a postavení kláštera došlo až v době rekatolizace Čech v 17. století. Za opatů J. P. Mannera a D. I. Nigrina proběhly stavební úpravy, které vyvrcholily v době Václava Košína. Během 17. a 18. století byl presbytář kostela přestavěn na nový barokní kostel a barokně přestavěny i klášterní budovy. Klášter byl zrušen roku 1785, kostel se stal farním a budovy kláštera proměněny na zámek, upravený do roku 1870 novorenesančně. Dnes se zde nachází expozice historie kláštera.
Klášter byl roku 1951 zestátněn. Správcem areálu se stala Národní kulturní komise. Roku 2013 byla část kláštera v restitucích navrácena Římskokatolické farnosti Sázava – Černé Budy a Benediktinskému opatství Panny Marie a svatého Jeronýma v pražských Emauzích. Benediktini se ale o svou část kláštera nezvládali starat, proto se stát na jaře roku 2018 rozhodl jejich podíl odkoupit, aby cennou památku zachránil. Římskokatolická farnost Sázava-Černé Budy provedla v letech 2019–2021 rozsáhlou rekonstrukci své části areálu a otevřela tu nový prohlídkový okruh.
| Rok  | Počet návštěvníků |
| ---- | ----------------- |
| 2015 | 10 987            |
| 2016 | 11 295            |
| 2017 | 11 998            |

## Popis

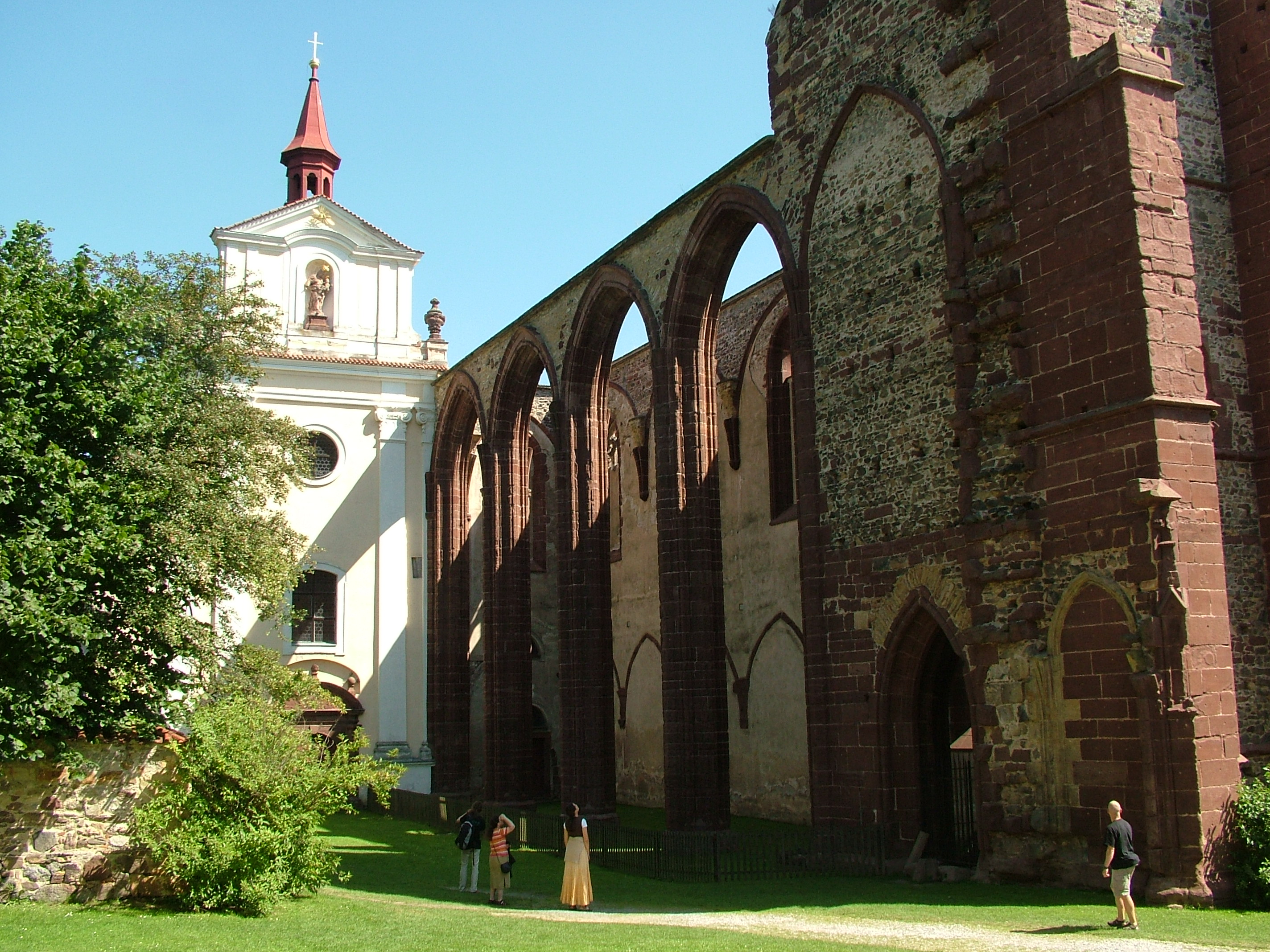
Barokní kostel na místě chóru a nedokončená gotická loď

Areál kláštera je rozdělen do dvou přiléhajících ohrazených částí, severní, kde stály první stavby kláštera, a jižní, kde byly od konce 11. století hlavní, postupně přestavované budovy kostela sv. Prokopa (původně Panny Marie a sv. Jana Křtitele), kláštera, fary a hospodářských budov. Ke klášteru patří také vodní mlýn a pivovar.
V severní části se nachází odkryté základy a nízká část nadzemního zdiva nejstarších budov – kostela svatého Kříže vysvěceného roku 1070. Šlo o tetrakonchu, tj. centrální, čtvercovou stavbu se čtyřmi apsidami.

### Archeologie
V roce 1949 zahájil páter Karel Method Klement archeologický výzkum, ve kterém od roku 1950 systematicky pokračoval Archeologický ústav ČSAV pod vedením Ivana Borkovského. V letech 1960–1979 výzkum vedla Květoslava Reichertová, v letech 1980–1995 v něm pokračoval a dokončil jej Petr Sommer.
Dnešní uspořádání kostela a přiléhajícího čtvercového kláštera v jižní části vychází ze staveb budovaných již slovanskými mnichy v 11. století, dokončené po roce 1096 břevnovskými mnichy. Dnešní stavby pocházejí v jádru z gotické přestavby ze 14. století, viditelně zachované jen v podobě západní věže a jižní lodi nedokončeného chrámu. Chór kostela byl barokně přestavěn a vyzdoben do podoby dnešního kostela, stejně jako klášterní budovy, které byly ještě upraveny pro šlechtickou rezidenci ve stylu novorenesance. Užíval ji například Jan Norbert z Neuberka nebo Vilém Tiegel z Lindenkronu. Z první poloviny 19. století pochází figurální náhrobek rodiny Tiegelů z Lindenkronu od Václava Prachnera ve výklenku severně od kostela.

### Interiér
Mezi nejvzácnější středověké prostory uvnitř kláštera patří kapitulní síň s gotickými freskami mariánského cyklu z první třetiny 14. století, mimo jiné unikátní Sázavská madona, výjev Kristova dětství, na němž matka vede za ruku a kárá malého Ježíše.

## Pověst
Na třech stranách dodnes fungující zvonice je jedna cihla s vytesanou hvězdou. Kdo najde všechny tři, tomu se prý splní přání.

## Okolí kláštera
Jeden kilometr severovýchodně od kláštera se nachází údolí zvané Čertova (Prokopova) brázda. Jeho dolní úsek lemuje jednoduchá a prostá křížová cesta, kterou vybudovali po roce 2000 členové řádu svatého Bazila Velkého. Zastavení tvoří dřevěné kříže s připevněným obrázkem.

## Osobnosti
- Božetěch (opat), výtvarník
- Sylvestr (opat)
- Reginhard (opat), výtvarník
- Kronikář tzv. Mnich sázavský
- Jan Kryštof Welak (1657–1728) O.S.B., historik a autor městské kroniky Kladská Bystřice; profes a později převor Broumovského kláštera, dále superior v Polici nad Metují a v závěru života převor Sázavského kláštera
- Karel Method Klement O.S.B. – kněz benediktin, obnovitel kláštera

## Galerie

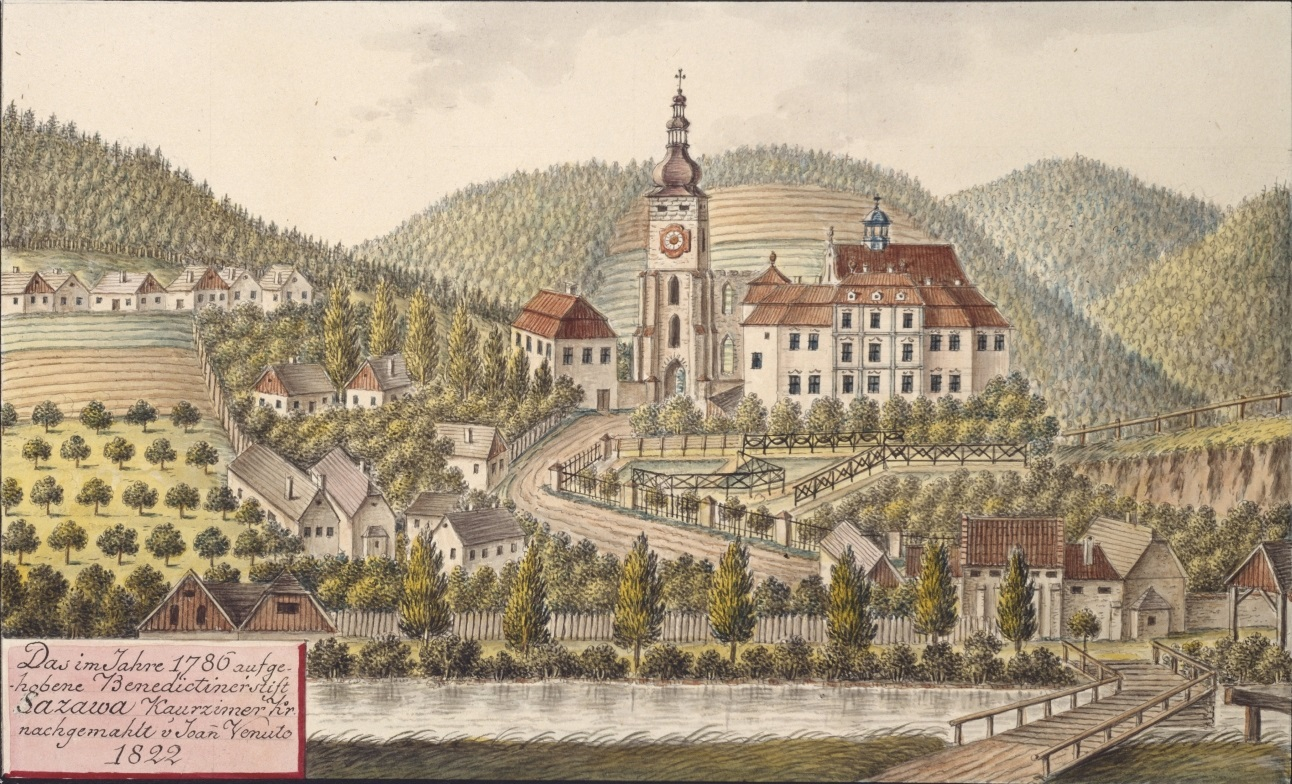
Historické znázornění Sázavského kláštera. Akvarel Jana Antonína Venuta z roku 1822
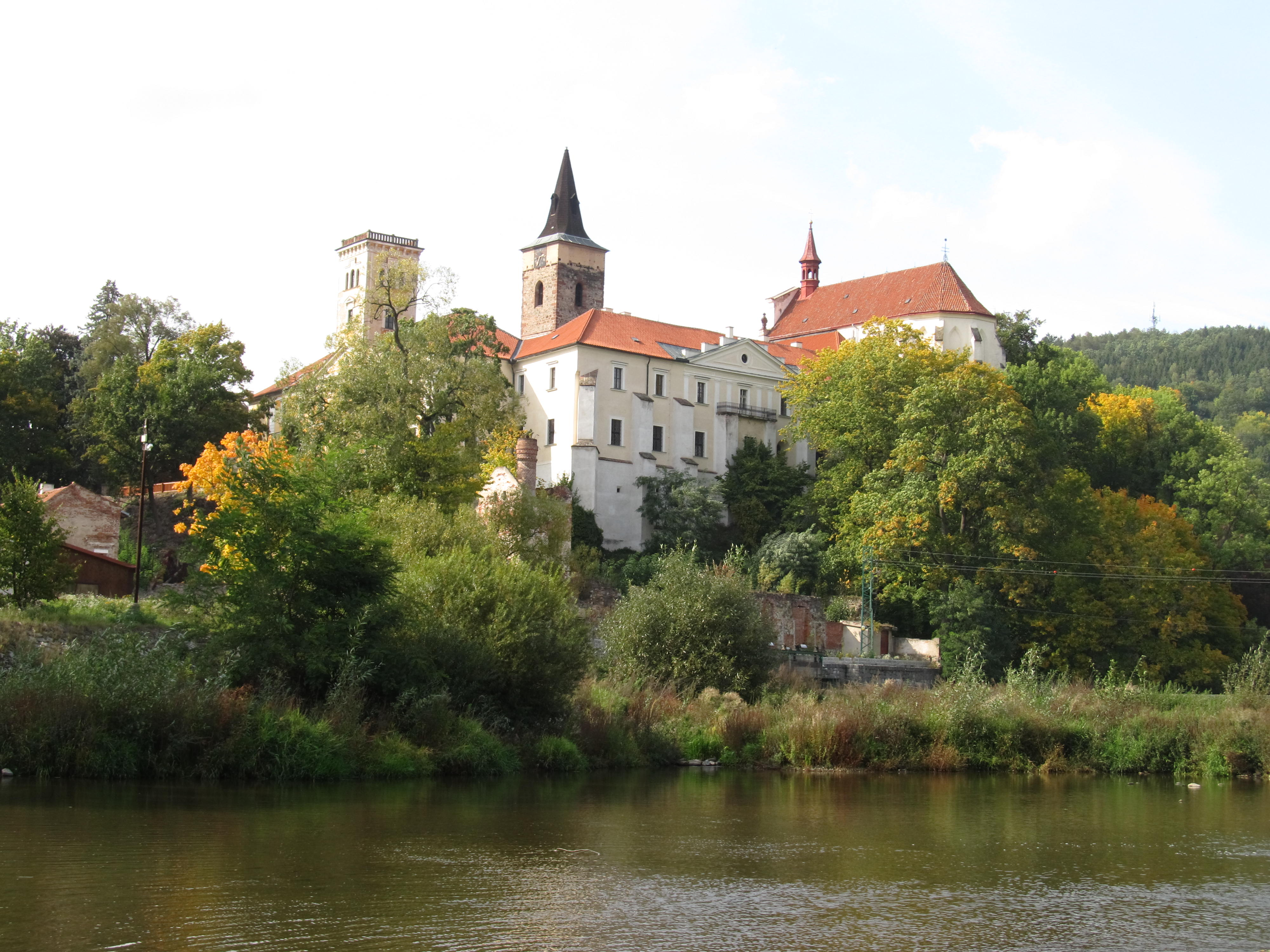
Pohled na klášter přes řeku Sázavu
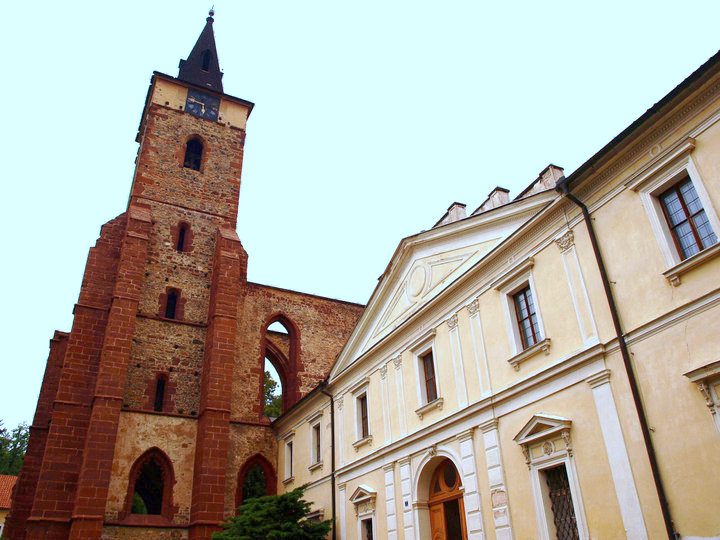
Nedokončený gotický kostel svatého Prokopa a barokní prelatura
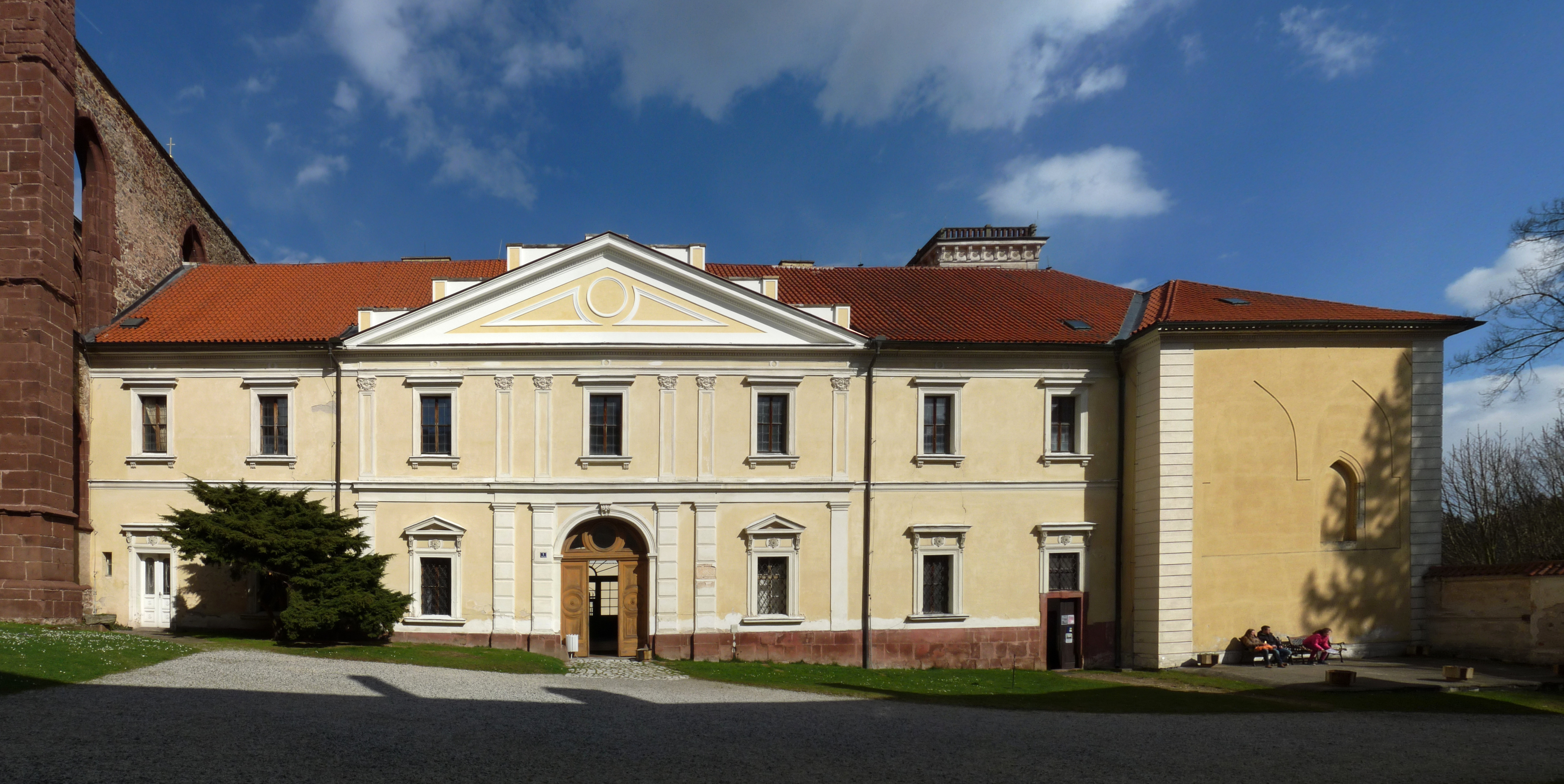
Prelatura kláštera
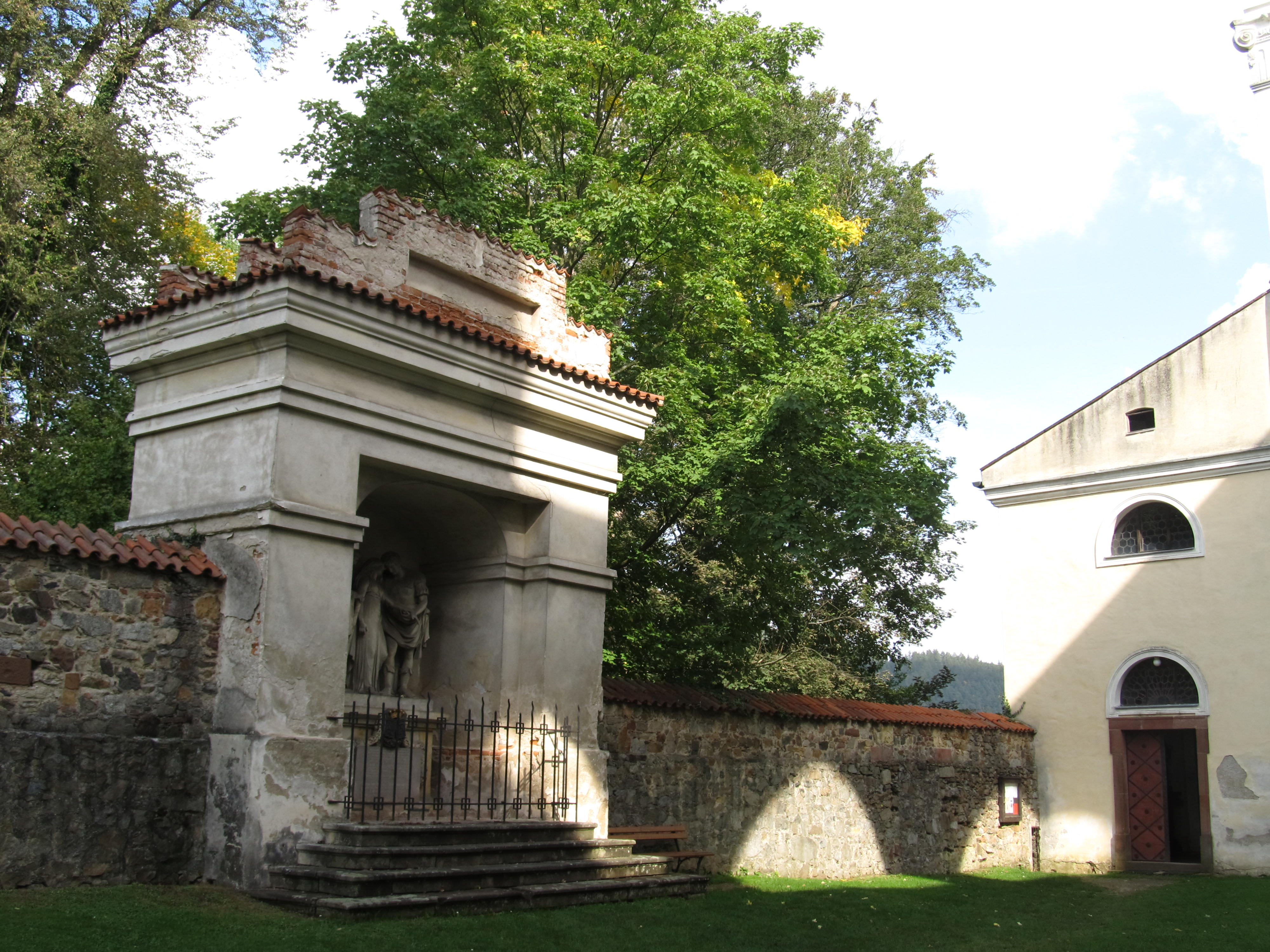
Hrobka Tiegelů z Lindenkronu naproti kostelu svatého Prokopa
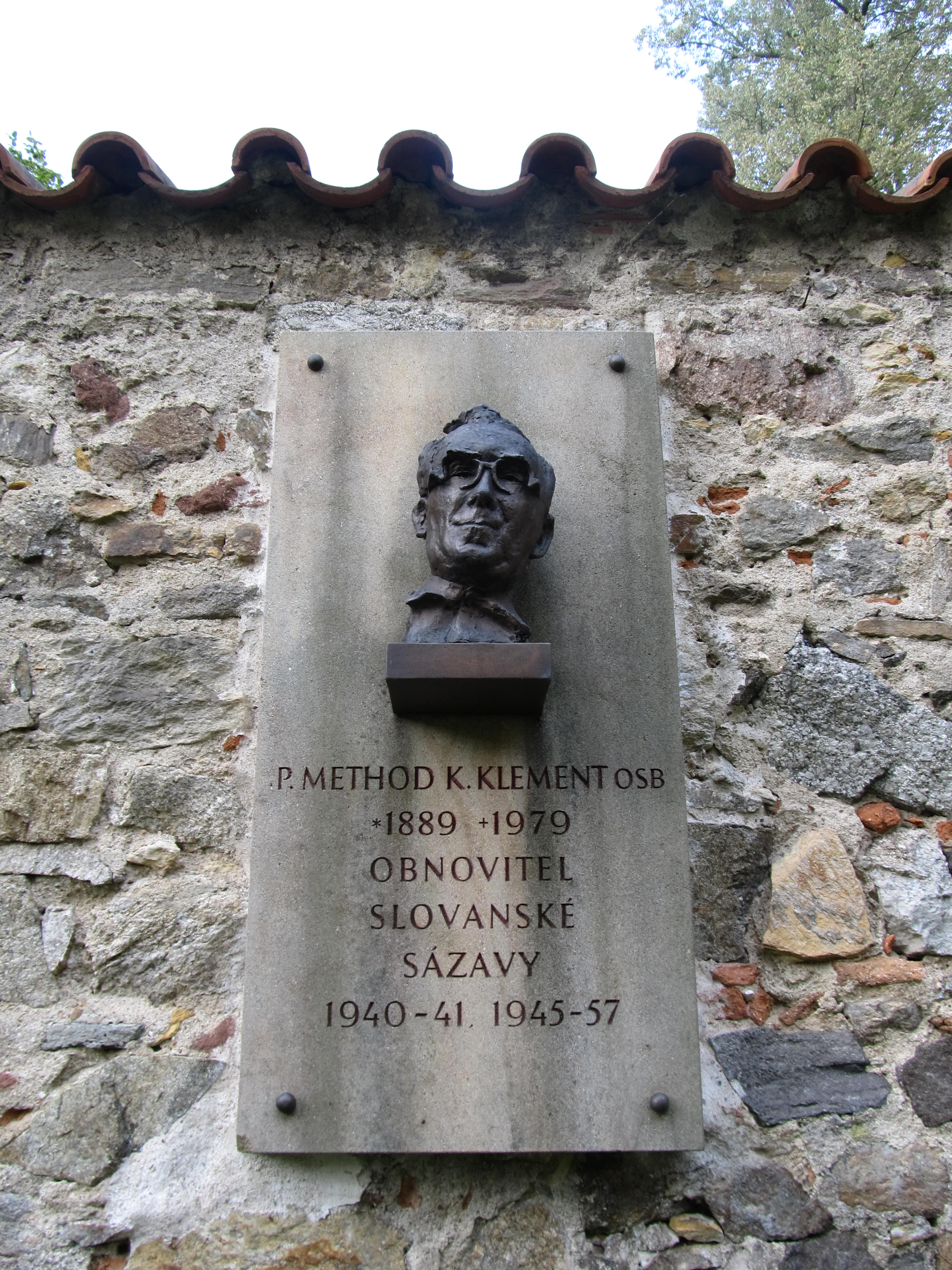
Busta faráře Methoda Karla Klementa naproti kostelu svatého Prokopa
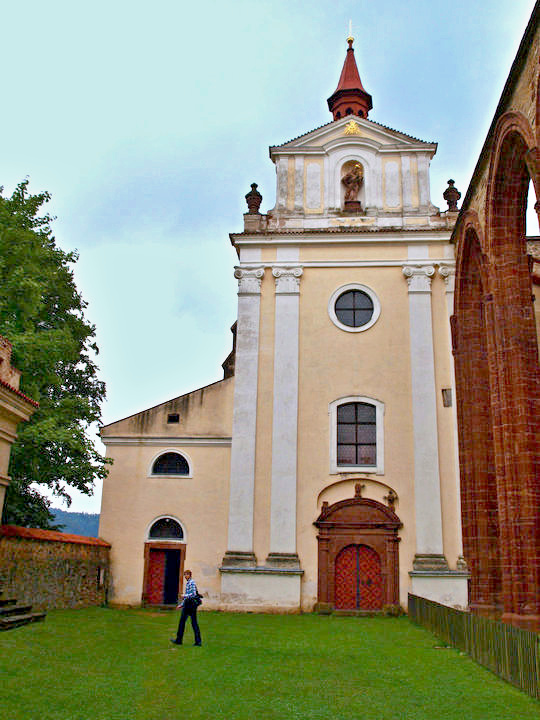
Kostel svatého Prokopa
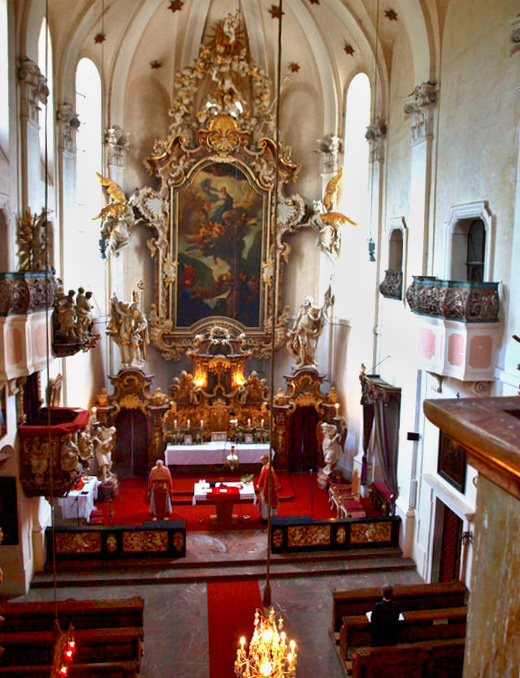
Pravoslavná bohoslužba v interiéru kostela svatého Prokopa. Slouží o. Jaroslav Šuvarský za asistence jereje Jana Beránka.
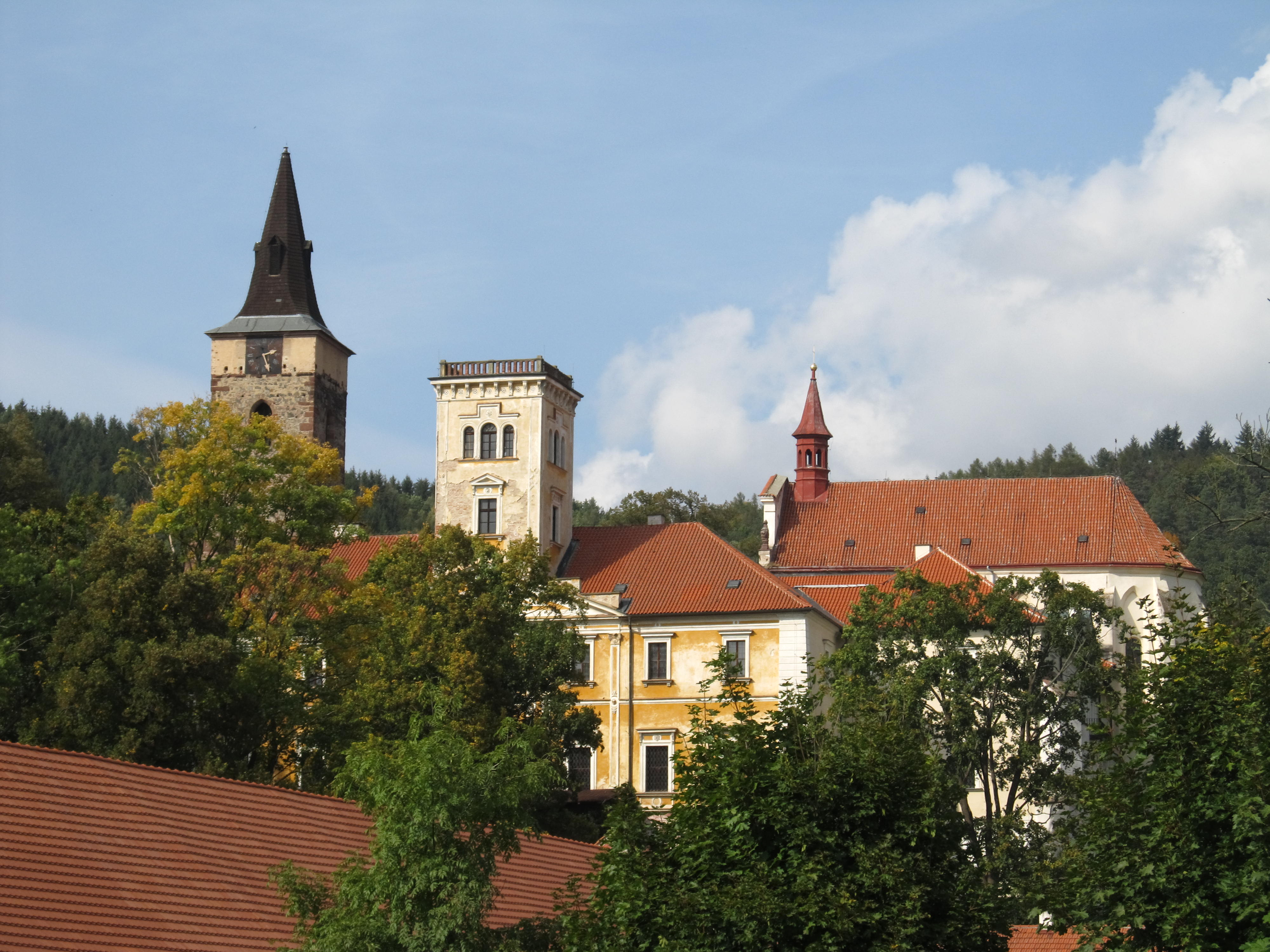
Pohled na klášter z ulice K Podzámčí